# Piptocarpha rotundifolia
Piptocarpha rotundifolia là một loài thực vật có hoa trong họ Cúc. Loài này được (Less.) Baker miêu tả khoa học đầu tiên năm 1873.